# Грецький вогонь

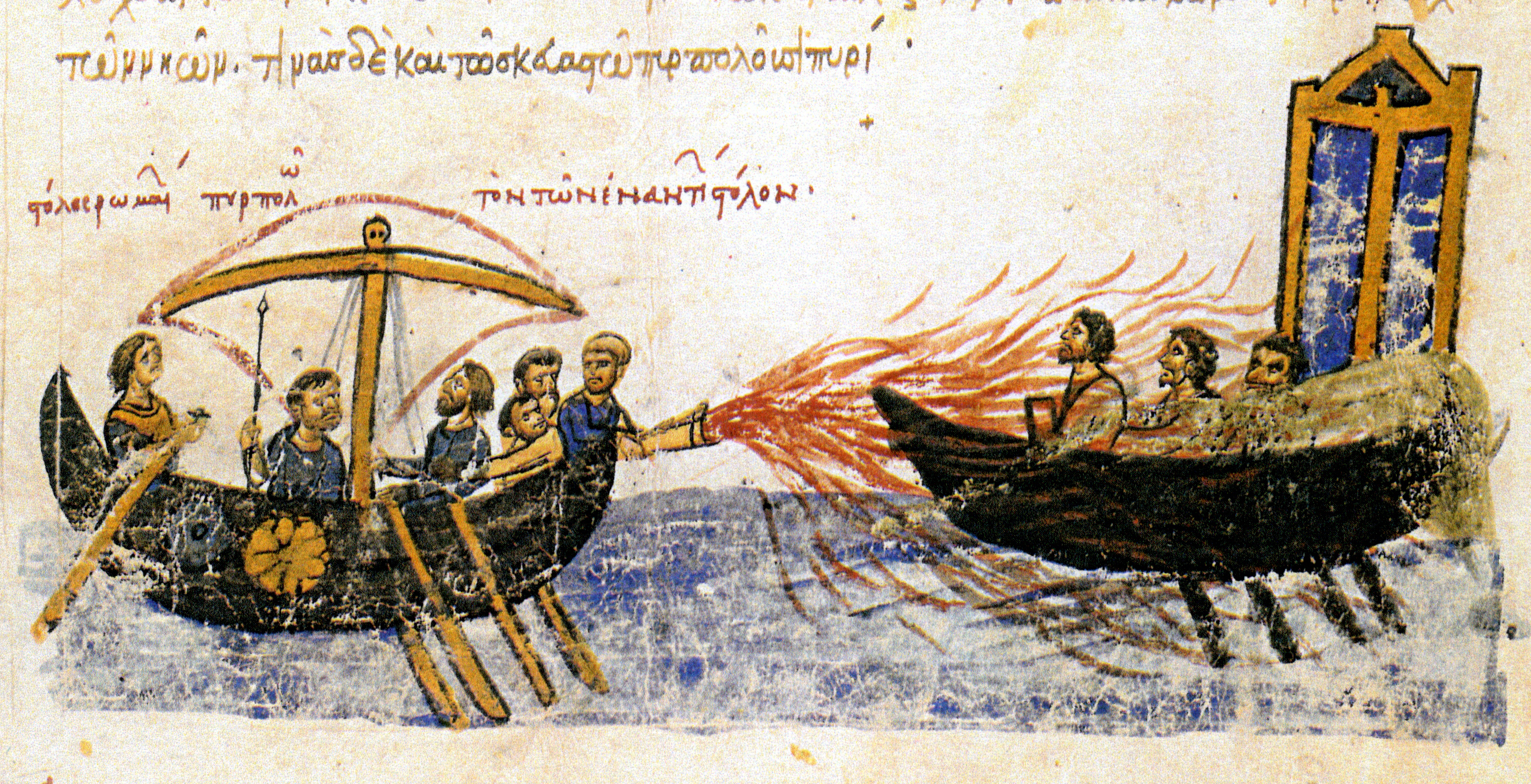
Використання «грецького вогню». Мініатюра мадридського списку «Хроніки» Іоанна Скіліци.

Грецький вогонь (також  «штучний, або вологий», «літаючий» та інші, пекельний вогонь, візантійський вогонь, рідкий вогонь; грец. Υγρό Πυρ, візант. Ὑγρὸν Πῦρ) — горюча суміш, яка застосовувалася у військових цілях у середньовіччі. Уперше була вжита візантійцями в морських битвах. Точний склад «грецького вогню» невідомий.

## Історія та застосування
Прототип «грецького вогню» з'явився, ймовірно, в 424 до н. е. в битві при Делії: тоді з порожнистої колоди випускалася суміш сирої нафти, сірки і олії. Власне «грецький вогонь» був винайдений 673 року інженером і архітектором Каллініком з Геліополя, який, переслідуваний за християнську віру, втік із сирійського міста Баальбека до Візантії і там запропонував свої послуги імператорові Костянтину IV у боротьбі проти арабів.
Установка з «грецьким вогнем» являла собою мідну трубу — сифон, через який з гуркотом вивергалася рідка суміш. Імовірно, максимальна далекобійність сифонів дорівнювала 25 м, тому спочатку «грецький вогонь» використовувався тільки у флоті, де був страшною загрозою повільним і незграбним дерев'яним кораблям того часу. Крім того, за свідченням сучасників, «грецький вогонь» не можна було згасити, оскільки він продовжував горіти навіть на поверхні води. Вперше сифони з «грецьким вогнем» були встановлені на візантійських дромонах під час битви при Килікії. Історик Феофан Сповідник  писав про неї:

«У рік 673 вороги Христові вчинили великий похід. Вони припливли й зазимували в Кілікії. Коли Костянтин IV дізнався про наближення арабів, він підготував величезні двопалубні кораблі, оснащені грецьким вогнем, і кораблі-носії сифонів. Араби були приголомшені. Вони втекли у великому постраху».
Якщо на суші війська візантійців зазнавали поразок від арабів, то на морі «грецький вогонь» давав їм перевагу над супротивником. Завдяки йому 718 року було одержано велику морську перемогу над арабами. У 941 році візантійці за допомогою «грецького вогню» розгромили поблизу Константинополя флот князя Ігоря Рюриковича. «Грецький вогонь» застосовувався проти венеційців під час четвертого хрестового походу у 1204 році . Секрет приготування «грецького вогню» зберігався у великій таємниці, проте після завоювання Константинополя він став відомим у Західній Європі. У 1106 році «грецький вогонь» було застосовано проти норманів під час облоги Діррахія. «Грецький вогонь» також був відомий і англійцям.
Ось як описав Жан де Жуанвіль, хронікер сьомого хрестового походу, здійсненого французьким королем Людовиком IX у 1248—1254 рр., дію «грецького вогню»:
«…Його снаряд величезний, як посудина для оцту, і хвіст, що тягнеться позаду, схожий на гігантський спис. Політ його супроводжувався страшним шумом, подібним до грому небесного. „Грецький вогонь“ у повітрі був подібний до дракона, що летить у небі. Од нього виходило таке яскраве світло, що, здавалося, над табором зійшло сонце. Причиною того були величезна вогненна маса і блиск, що знаходились у ньому».
«Грецький вогонь» також використано під час облог численних фортець. Деякі дослідники на підставі аналізу руських літописів зробили висновки про те, що «грецький вогонь» був відомий русичам і половцям. Також, за деякими відомостями, «грецький вогонь» був на озброєнні армії Тамерлана. Остання згадка про використання грецького вогню припадає на час облоги Константинополя в 1453 році Мехмедом II: «грецький вогонь» тоді застосовували як візантійці, так і османи.
Після початку масового застосування вогнепальної зброї на основі пороху «грецький вогонь» втратив своє військове значення і був поступово забутий.

## Виготовлення
Точний склад «грецького вогню» невідомий, оскільки в історичних документах назви речовин не завжди точно ідентифіковані. Так, в руських перекладах-описах слово «сірка» могло означати будь-яку горючу речовину, у тому числі й жир. Наймовірнішими компонентами були негашене вапно, сірка і сира нафта або асфальт. Також до складу грецького вогню міг входити фосфід кальцію, який при контакті з водою виділяє газ фосфін, самозаймистий на повітрі.
У «Вогненній книзі» Марка Грека наводиться такий склад «грецького вогню»: «1 частина каніфолі, 1 частина сірки, 6 частин селітри в тонко подрібненому вигляді розчинити у лляній або лавровій олії, потім покласти в трубу або в дерев'яну колоду і запалити. Заряд негайно летить в будь-якому напрямі і все знищує вогнем». Слід зазначити, що даний склад служив тільки для викиду вогненної суміші, в якій використовувався «невідомий інгредієнт».
«Грецький вогонь» був скоріше психологічною зброєю: побоюючись його, ворожі кораблі прагнули триматися на відстані від кораблів візантійців.
Сифон із «грецьким вогнем» встановлювався, як правило, на носі або кормі корабля. Іноді вогненну суміш закидали на ворожі кораблі в бочках: існують згадки про те, що внаслідок необережного поводження з «грецьким вогнем» часто спалахували і візантійські кораблі.

## Пошуки секрету «грецького вогню»
Над розкриттям секретних компонентів суміші працювали багато алхіміків і, пізніше, науковці. Одним з таких дослідників був француз Дюпре, який в 1758 році оголосив про те, що відкрив секрет «грецького вогню». Були проведені випробування біля Гавра, в результаті яких був спалений дерев'яний шлюп, який знаходився на великій відстані у відкритому морі. Король Людовик XV, вражений і переляканий дією цієї зброї, викупив у Дюпре всі його папери і знищив їх.
Один з численних рецептів «грецького вогню», які греки зберігали в найглибшій таємниці, гласив:

| «Візьми чисту сірку, нафту, винний камінь, смолу, кухонну сіль, деревну олію, добре провари всі вкупі, просочи цим складом клоччя і підпали – такий вогонь можна погасити лише піском або винним оцтом.» |
У середині XIX століття, після початку широкого знайомства європейців з Китаєм, було відкрито, що склад «грецького вогню» близький до китайських запальних речовин, які містять у великій кількості селітру, і відомі з першого тисячоліття до н. е.
«Грецький вогонь» став прообразом сучасних напалмових сумішей і вогнемета.

## Спогади очевидців
Мемуари Жана де Жуанвіля, хронікера сьомого хрестового походу, містять описи дії грецького вогню:

«Це трапилося одного разу вночі, коли ми несли нічну варту на башті; сарацини привезли облогове знаряддя під назвою перронель, чого ніколи раніше не робили, і зарядили його пращу грецьким вогнем. Коли добрий лицар Лорд Вальтер Курельський, який був з нами, побачив ці приготування, він сказав нам: „Панове, ми вскочили з вами в таку халепу, в якій досі не бували жодного разу. Якщо вони націлять свій вогонь на наші башти і укриття, ми програємо і згоримо живцем. Якщо ми втратимо укріплення, які нам довірили охороняти, це буде найбільша ганьба — і лише Господь може врятувати нас від біди. Така моя думка і моя рада: щоразу, коли вони запускатимуть в нас вогнем, ми повинні впасти на лікті і коліна і благати Господа нашого про порятунок“.
Трохи тільки пролунав перший постріл, ми впали на лікті і коліна, точнісінько, як він нас учив; і їхній перший постріл пройшов якраз мимо двох башт, і врізався в землю прямо в рів перед нами. Наші пожежники вже кинулися гасити полум'я, і Сарацини, будучи не в силах націлюватися на них, вистрілили в хмари, щоб язики полум'я впали на них.
Така природа грецького вогню: його снаряд величезний як судина для оцту, і хвіст, що тягнеться позаду, — схожий на гігантський спис. Політ його супроводився страшним шумом, подібним до грому небесного. Грецький вогонь в повітрі був подібний до дракона, що летить в небі. Од нього виходило таке яскраве світло, що, здавалося, над табором зійшло сонце. Причиною тому були величезна вогненна маса і блиск, що знаходилися у ньому.
Тричі тієї ночі вони метали в нас грецький вогонь [з перронеля], і чотири рази стріляли вони в нас з балісти».